# Haruna Asami
Haruna Asami (en japonés: 浅見 八瑠奈, Asami Haruna, 12 de abril de 1988) es una deportista japonesa que compite en judo. Ganó cuatro medallas en el Campeonato Mundial de Judo entre los años 2010 y 2015, y una medalla en el Campeonato Asiático de Judo de 2015.

## Palmarés internacional
| Campeonato Mundial  | Campeonato Mundial      | Campeonato Mundial | Campeonato Mundial |
| Año                 | Lugar                   | Medalla            | Categoría          |
| ------------------- | ----------------------- | ------------------ | ------------------ |
| 2010                | Tokio (Japón)           | Medalla de oro     | –48 kg             |
| 2011                | París (Francia)         | Medalla de oro     | –48 kg             |
| 2013                | Río de Janeiro (Brasil) | Medalla de plata   | –48 kg             |
| 2015                | Astaná (Kazajistán)     | Medalla de plata   | –48 kg             |
| Campeonato Asiático |                         |                    |                    |
| Año                 | Lugar                   | Medalla            | Categoría          |
| 2015                | Kuwait (Kuwait)         | Medalla de oro     | –48 kg             |